# Knight Rider 2000
Knight Rider 2000 (br: A Super Máquina 2000; pt: O Justiceiro do Ano 2000 ou O Justiceiro: O Filme) é um filme estadunidense, do ano de 1991, dos gêneros ficção científica, ação e aventura, dirigido por Alan J. Levi. O filme traz algumas cenas da série original, inclusive a participação de Richard Basehart, além da morte de um dos protagonistas da mesma.

## Enredo
No ano 2000, as armas de fogo foram banidas da Cidade do Futuro, e os criminosos não recebem mais a pena capital: Ao invés disso, são congelados durante anos em uma prisão criogênica. Um dos bandidos, Thomas J. Watts (Mitch Pileggi) é descongelado por autorização do vice-prefeito. Quando o prefeito é morto com uma arma banida, o veterano Michael Knight é convocado pela Fundação Knight para, novamente junto com seu carro KITT, combater o crime. Mas o antigo KITT foi desmontado e o novo carro demorará para ficar pronto. Os componentes de KITT foram considerados obsoletos e vendidos e enviados a diferentes destinos. Michael pega o que sobrou e o que foi recuperado e coloca no seu próprio carro, um Chevrolet Bel Air 1957. Mas um dos componentes de KITT, seu chip de memória, foi implantado no cérebro de uma ex-policial que foi baleada na cabeça por policiais corruptos. E agora ela será a nova parceira de KITT e Michael para tentar desmascarar os criminosos.

## Elenco
| Nome                | Personagem                        |
| ------------------- | --------------------------------- |
| David Hasselhoff    | Michael Knight                    |
| Edward Mulhare      | Devon Miles                       |
| Susan Norman        | Shawn McCormick                   |
| Carmen Argenziano   | Russell Maddock / Voz de K.I.F.T. |
| Eugene Clark        | Kurt Miller                       |
| Megan Butler        | Marla Hedges                      |
| Mitch Pileggi       | Thomas J. Watts                   |
| Christine Healy     | Comissária Ruth Daniels           |
| Lou Beatty Jr.      | Prefeito Harold Abbey             |
| Francis Guinan      | Dr. Jeffrey Glassman              |
| John Cannon Nichols | Tenente Justin Strand             |
| James Doohan        | James 'Scotty' Doohan             |
| Chris Bonno         | Andrew                            |
| Robert F. Cawley    | Guarda da prisão                  |
| Philip Hafer        | Charlie                           |
| Carolyn G. Jackson  | Mulher da bolsa                   |
| Ron Jackson         | Policial da auto-estrada          |
| Stacy Lundgren      | Sandy                             |
| Matthew Menger      | Pai de Shawn                      |
| Paul Menzel         | Homem de negócios                 |
| J.W. Moore IV       | Técnico médico                    |
| Edwin Neal          | Balconista do armazém             |
| Marco Perella       | Sargento da polícia               |
| Ellis Posey         | Prefeito Frank Cottam             |
| Larry Roop          | Policial                          |
| Lori Swierski       | Lori                              |
| Richard Basehart    | Wilton Knight                     |
| William Daniels     | Voz do K.I.T.T.                   |
| Michael Lange       | Criança no centro comercial       |
| Daniel Ramos        | Policial #2                       |

## Lançamento

### Estados Unidos
Nos Estados Unidos, o filme foi originalmente transmitido pela NBC a 19 de maio de 1991.

### Portugal
Em Portugal, o filme foi lançado pela Edivideo diretamente em VHS em 1992. Foi também editado em DVD pela Universal Pictures Portugal em 2008.

## Outros nomes do filme

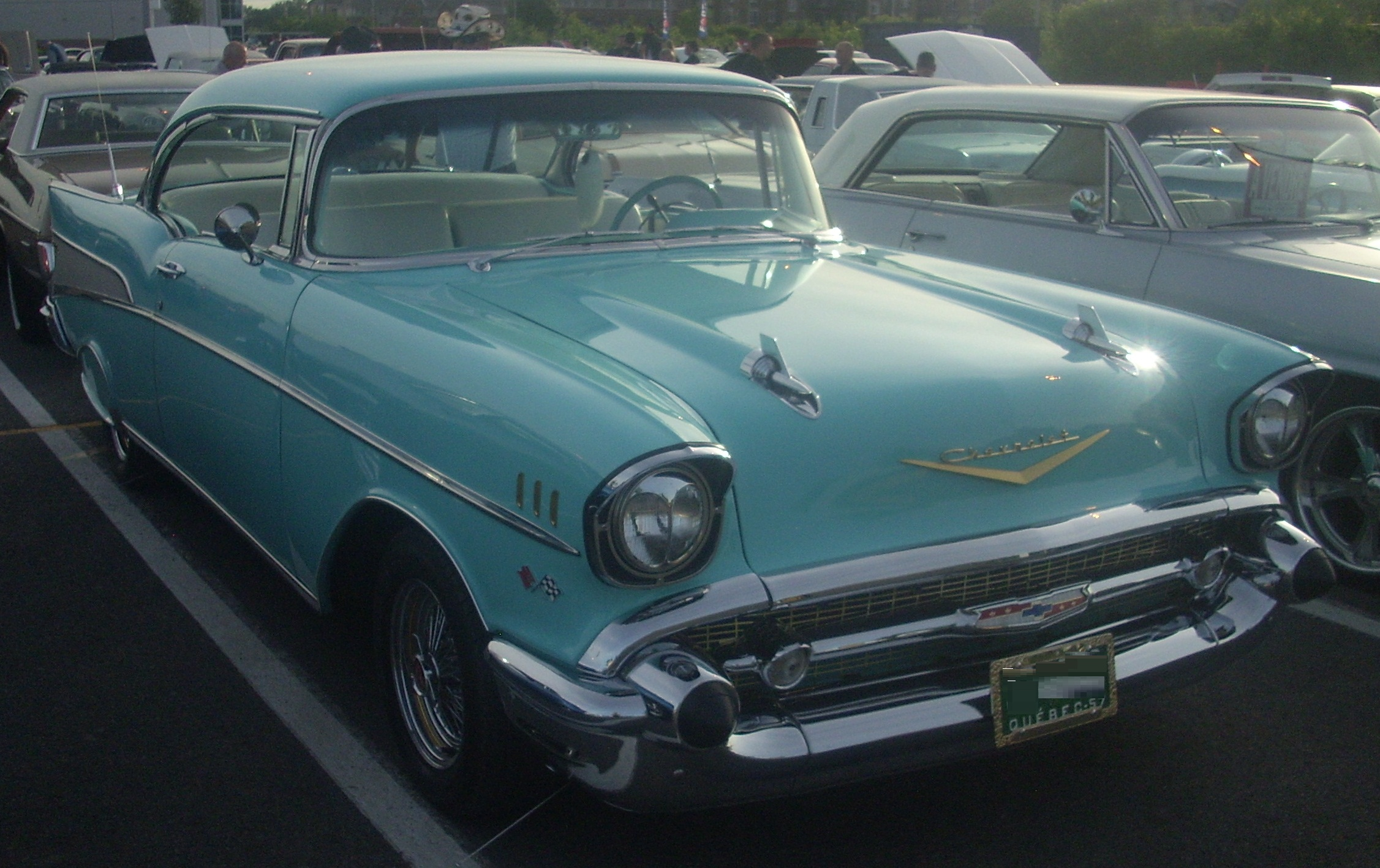
Chevrolet Bel Air de 1957

| Nome                                      | País(es)           |
| ----------------------------------------- | ------------------ |
| Knight Rider 2000                         | Alemanha / Hungria |
| El coche fantástico 2000                  | Espanha            |
| Indagine ad alta velocità / Supercar 2000 | Itália             |
| K 2000 - La nouvelle arme                 | França             |
| Ritariässä 2000                           | Finlândia          |

## Curiosidades
Originalmente criado com a proposta de uma série estrelada por Susan Norman e Carmen Argenziano mas os produtores desistiram da ideia.